# 格魯吉亞鰟鮍
格魯吉亞鰟鮍（学名：Rhodeus colchicus）為輻鰭魚綱鯉形目鱊科鰟鮍屬的其中一種，分布於亞洲喬治亞外高加索地區淡水流域，體長可達6.8公分，棲息在山區礫石底質的溪流，繁殖期在6至8月，雌魚會在將卵產在蚌殼內，幼魚孵化後，會留在貝殼中直到能獨立游泳。

## 扩展阅读
維基物種上的相關：格魯吉亞鰟鮍